# Giuseppe Bognanni
Giuseppe Bognanni (né le 18 juillet 1947) est un lutteur italien spécialiste de la lutte libre et de la lutte gréco-romaine. Il participe aux Jeux olympiques d'été de 1972 et aux Jeux olympiques d'été de 1976. En 1968, il combat dans la catégorie des poids mouches en lutte gréco-romaine et remporte la médaille de bronze.

## Palmarès

### Jeux olympiques
- Jeux olympiques de 1972 à Munich,  Allemagne de l'Ouest
  -  Médaille de bronze.

### Championnats d'Europe
- Championnats d'Europe de lutte 1969 à Modène,  Italie
  -  Médaille de bronze.